# Steatocranus irvinei
Steatocranus irvinei är en fiskart som först beskrevs av Trewavas, 1943.  Steatocranus irvinei ingår i släktet Steatocranus och familjen Cichlidae. IUCN kategoriserar arten globalt som nära hotad. Inga underarter finns listade i Catalogue of Life.